# Cephalaria rigida
Cephalaria rigida är en tvåhjärtbladig växtart som först beskrevs av Carl von Linné, och fick sitt nu gällande namn av Johann Jakob Roemer och Schult. Cephalaria rigida ingår i släktet jätteväddar, och familjen Dipsacaceae. Inga underarter finns listade i Catalogue of Life.